# Saint-Hilaire-la-Gérard

Saint-Hilaire-la-Gérard este o comună în departamentul Orne, Franța. În 1 ianuarie 2018 avea o populație de 134 de locuitori.